# Iván González Sainz
Jairo Iván González Sainz de los Terreros (Madrid, 17 de febrero de 1973), más conocido como Iván González, es un actor y director español. Reside en París, Francia, desde hace ya 10 años.

## Biografía

### Infancia
Nacido en Madrid el 17 de febrero de 1973, Iván ha vivido desde los 7 años en un constante movimiento triangular que lo llevó de Madrid a París y posteriormente a Buenos Aires, repitiendo sin fin el mismo trayecto hasta ahora.
Desde pequeño lo atrajo el escenario y fue en el ballet donde primero volcó esta vocación, pero una lesión, repetida, le impediría continuar. Al poco tiempo, descubrió el teatro en un grupo de su liceo (Lycée International de St Germain en Laye) y sin dudarlo se lanzó al estudio de la que es hoy su carrera: la actuación.
Su primer trabajo profesional vino de la mano de Jorge Lavelli con la obra de Valle Inclan Las comedias bárbaras presentada en el festival de teatro de Aviñón en 1991 y posteriormente en el Teatro de la colina y de gira por Europa.

### De 1992 al 2000
Al terminar sus estudios en Francia, Iván sintió la curiosidad de conocer Argentina, país de su padre (el cantante Jairo), del que solo conocía retazos pintados por historias de exiliados políticos y amigos artistas de sus padres.
Lo que debía ser un viaje de dos meses se convirtió en una primera estadía de 8 años durante la cual se sucedieron trabajos en televisión, teatro y cine. En televisión participó en Son de diez; 90-60-90 o Quereme. También filmó las películas Lola Mora; La nave de los locos y con Mariano Galperin Chicos ricos. Actuó en los infantiles Aladino o Peter Pan. Estudió con el profesor Raúl Serrano.
Con 22 años, puso en escena a su padre en Crimen pasional de Pierre Phillippe y Astor Piazzolla en el prestigioso Teatro Municipal General San Martín.
De esta etapa cabe destacar, en primer lugar, su colaboración con Alberto Ure en cuatro obras de las que solo dos fueron estrenadas: Amor, valor, compasión de Terrence MacNally y el Don Juan de Molière. Las obras inéditas son Johnny cogió su fusil de Dalton Trumbo, de la cual cuentan que su puesta era tan virulenta que asustó a su productora y decidió no estrenarla; y el Eduardo II de Marlowe a la que Ure retituló El rey Puto. Lamentablemente, el accidente del director cortó de pleno esta colaboración.
En segundo lugar también vale la pena remarcar las colaboraciones de Iván con Diego Kaplan y Sebastián de Caro.
Con el primero hizo dos series, la fallida Drácula, pero sobre todo la serie de culto generacional Son o se hacen y la película ¿Sabes nadar?, punta de lanza del nuevo cine argentino estrenada casi 5 años después de su concreción. Con el segundo, no solo participó en su primera película Rockabilly (verdadero Slacker argentino) sino que crearon juntos la compañía de teatro Koala Klipper. La primera y última puesta de la compañía fue La vida es sueño de Calderón de la Barca con una esquizofrénica aproximación al texto original cercana a los libros de Philip K. Dick. También abundaban las referencias estéticas a Hitchcock, Kubrick, las sitcoms, y sin duda a Alberto Ure.

### Del 2000 al 2005
En el 2000, Iván decidió volver a su país donde retomó sus estudios de teatro en la famosa escuela de Juan Carlos Corazza.
En el 2003 vuelve a Argentina donde retoma su carrera. Los productores Sebastián Ortega y Pablo Cullel, en aquel momento en Ideas del sur, le proponen integrarse por 10 capítulos en la serie Costumbres argentinas. Los 10 capítulos pasaron a 20, para finalmente integrar definitivamente al personaje de villano de Iván a la serie.
Su colaboración con los dos productores continuó con Los Roldán, la comedia que arrasó en el 2004-2005. Iván solo participaría en la primera temporada, pero su personaje "Paco" le valió una nominación al premio Martín Fierro entregado por APTRA.
Participa en varios seminarios del brillante profesor Fernando Piernas.
En el 2005 integra el elenco de Doble vida, producida por Endemol y escrita por el talentoso Marcelo Caamaño.
Tuvo el honor de actuar en La muerte de Dantón, última puesta en escena del genial Roberto Villanueva.

### Del 2005 hasta el presente
En septiembre del mismo año se muda a París, ciudad donde empezó su carrera y donde reside hasta ahora con su mujer.
Sus trabajos en los telefilmes Les liens du sang, Les cerfs volants y, Un viol, así como en la obra Sand et Musset, le valieron el reconocimiento crítico.[cita requerida]
Estudió un año en la escuela "estudio 77" de Oscar Sisto.
Filma los cortos experimentales Night Receptionist: The Laundry y Night Receptionist: The Kiss.
En el 2009, Iván volvió a Buenos Aires con una obra de Copi La visita inoportuna dirigida por Stéphan Druet. También participó en la serie Botineras del dúo Ortega/ Cullel y en la serie Web Buscando a no sé quién.
En el 2010, rueda The divide realizada por Xavier Gens (Frontiéres; Hitman) junto a Michael Biehn, Milo Ventimiglia, Lauren German, Rosanna Arquette, Michael Eklund y Courtney B. Vance entre otros. Esta es su primera experiencia en una película en inglés. También participa en el telefilm francés Le Mystère du Moulin Rouge realizado por Stéphane Kappes y con las actuaciones de Emilie Dequenne, Gregory Fitoussi y Jacques Weber.
Participa en Errors of the Human Body de Eron Shean, guionista de The Divide, ABC of death segmento XXL junto a Xavier Gens, Chimères de Olivier Beguin y Broken de Matthieu Turi.
Durante 5 meses viaja a Uruguay para trabajar en Terra Ribelle: Il nuovo mundo, producción televisiva de la RAI1 y Albatross. En 2014 actúa junto a Elijah Wood y Sasha Grey en Open Windows de Nacho Vigalondo.

## Filmografía
- The Crucifixion Dir. Xavier Gens
- Open Windows Dir. Nacho Vigalondo
- Chimères Dir. Olivier Beguin
- Broken Dir. Mathieu Turi
- The ABCs of Death (letter X) Dir. Xavier Gens
- Errors of the Human Body Dir. Eron Shean
- The Divide Dir. Xavier Gens
- Le fils Dir. Antoine Tassin
- Batême du feu Dir. Nicolas Mesdom Premio al mejor cortometraje en el 1.er festival de film policier de Beaune (antiguo Cognac)
- Taxi 4. Dir. Gérard Crawczyk
- El borde del tiempo Dir. Jorge Rocca
- Chicos ricos. Dir. Mariano Galperin
- ¿Sabés nadar? Dir. Diego Kaplan, selección oficial Festival de Huelva y Mar del plata
- Rockabilly. Dir.Sebastián de Caro
- Lola Mora (1996): Mujer  Dir. Javier Torre
- Caleuche, la nave de los locos Dir. Ricardo Wurlicher
- Funes un gran amor Dir. Raul de la torre
- Section de Recherches.Temporada 6 capitulo 7 "Á corps perdu" Dominique Lancelot

## Televisión
| Año       | Telenovela                   | Personaje                | Canal         | País                 |
| --------- | ---------------------------- | ------------------------ | ------------- | -------------------- |
| 1994      | Quereme                      | Camilo                   | Telefe        | Argentina            |
| 1995      | Son de diez                  | -                        | Canal 13      | Argentina            |
| 1996      | 90 60 90 modelos             | Gabriel Dalton           | Canal 9       | Argentina            |
| 1997      | Verdad consecuencia          | Beto Santana             | Canal 13      | Argentina            |
| 1997-1998 | Son o se hacen?              | Felipe                   | Canal 9       | Argentina            |
| 1999      | Drácula                      | -                        | América TV    | Argentina            |
| 2000      | Primicias                    | Javier                   | Canal 13      | Argentina            |
| 2001      | Mujer, casos de la vida real | Luca                     | Las Estrellas | México               |
| 2002      | Rebelde                      | Juan Luis Carrenio Arías | Las Estrellas | México               |
| 2003      | Aquí no hay quien viva       | El mismo                 | Antena 3      | España               |
| 2003      | Costumbres argentinas        | Antonio Miralles         | Telefe        | Bandera de Argentina |
| 2004      | Los Roldán                   | Paco                     | Telefe        | Argentina            |
| 2005      | Doble vida                   | Federico                 | América TV    | Argentina            |
| 2006      | Soy tu fan                   | -                        | Canal 9       | Argentina            |
| 2007      | Les liens du sang            | Alexandre Landrin        | BBC           | Francia              |
| 2007      | Les cerfs-volants            | Tad                      | BBC           | Francia              |
| 2008      | Plus belle la vie            | Le dealer                | France 3      | Francia              |
| 2009      | Vénus & Apollon              | Pedro                    | Rai 1         | Francia              |
| 2009      | Un viol                      | Lieutenant Courtille     | Rai 1         | Francia              |
| 2009      | Botineras                    | Alfio Ochoa              | Telefe        | Argentina            |
| 2010      | Terra ribelle                | Iacopo Marsili           | Rai 1         | Italia               |
| 2011      | Le mystère du Moulin Rouge   | Maxime Galoisy           | Canale 5      | Italia               |
| 2012      | Terra ribelle 2              | Iacopo Marsili           | Rai 1         | Italia               |
| 2013      | Historias de corazón         | Nicolad                  | Telefe        | Argentina            |
| 2014      | Crossing Lines               | Pedro Almora             | NBC           | Estados Unidos       |
| 2019      | Coup de foudre en Andalousie | Rafael                   | TF1           | Francia              |
| 2020      | Plus belle la vie            | Etienne Millard          | France 3      | Francia              |

## Obras de teatro
- La visita inoportuna de Copi PeS Stéphane Druet
- Sand et Musset, les amants du siècle de Michéle Ressi PeS Albert-André Lheureux
- Les Comédies Barbares. PeS Jorge Lavelli, presentada en el Festival de Aviñón
- La muerte de Danton de Georg Büchner PeS.Roberto Villanueva,
- Don Juan de Molière PeS. Alberto Ure
- Cyrano de Bergerac de Edmond Rostand PeS. Norma Aleandro
- Amor, valor y compasión de Terrence Mc Nally PeS. Alberto Ure
- Peter Pan de Marisé Monteiro PeS. Mariana Sagasti
- Aladino de Marisé Monteiro PeS Santiago Doria

## Puesta en escena
- La vida es sueño de Calderón de la Barca en colaboración con Sebastián de Caro
- Crimen Pasional de Pierre Phillipe y Astor Piazzolla

También vale la pena incluir, pese a su carácter experimental, los cortometrajes
- Night receptionist: The laundry
- Night receptionist:The kiss